# Biržai
Biržai anhörenⓘ (deutsch Birsen, lettisch Birži, polnisch Birże) ist eine Stadt im Norden Litauens unweit der Grenze zu Lettland. Sie ist Sitz der gleichnamigen Rajongemeinde und in derselben ein Stadtamt. Biržai liegt am Širvenos-See und ist als traditionelle Bierbrauerstadt bekannt.

## Geschichte
Der Ort wurde erstmals 1415 anlässlich eines Besuches von König Jogaila erwähnt. 1589 wurde Biržai das Stadtrecht verliehen. Die Stadt gehörte seit dem 16. Jahrhundert dem Geschlecht Radziwiłł (Radvila) und war unter deren Herrschaft ein Zentrum der Reformation. Noch heute befindet sich die größte Gemeinde der Evangelisch-Reformierten Kirche in Litauen in Biržai. 1804 wurde die Stadt an die Grafen Tiškevičius verkauft, die hier im 19. Jahrhundert ein bis heute gut erhaltenes Schloss errichten ließen.
Während des Zweiten Weltkriegs wurde die gesamte jüdische Bevölkerung von Biržai ermordet. 15 Juden wurden im Juli 1941 von deutschen Soldaten auf dem jüdischen Friedhof von Biržai erschossen. Am 8. August 1941 ermordeten die SS und litauische Kollaborateure etwa 2400 Menschen, indem sie sie an einem Massengrab in einem Waldhain 3 km außerhalb der Stadt erschossen.

## Rajongemeinde
Die Rajongemeinde Biržai (Biržų rajono savivaldybė) umfasst die beiden Städte Biržai und Vabalninkas (1106 E.), die vier Städtchen (miesteliai) Kupreliškis, Nemunėlio Radviliškis, Pabiržė und Papilys, sowie 538 Dörfer.
Sie ist eingeteilt in acht Amtsbezirke (seniūnijos):
- Stadt Biržai
- Nemunėlio Radviliškis
- Pabiržė
- Pačeriaukštė
- Papilys
- Parovėja
- Širvėnos mit Sitz in Biržai
- Vabalninkas

## Bauwerke
- Rathaus Biržai, erbaut von 1923 bis 1924
- Schloss Biržai, erbaut im 16. Jahrhundert, seit 1988 Sitz des Regionalmuseums "Sėla"
- Tyszkiewiczschloss im Vorort Astravas von Biržai, errichtet von 1849 bis 1862
- Evangelisch-reformierte Kirche Biržai erbaut 1874 im neogotischen Stil
- Katholische Kirche Johannes des Täufers, von 1857 bis 1861 errichtet

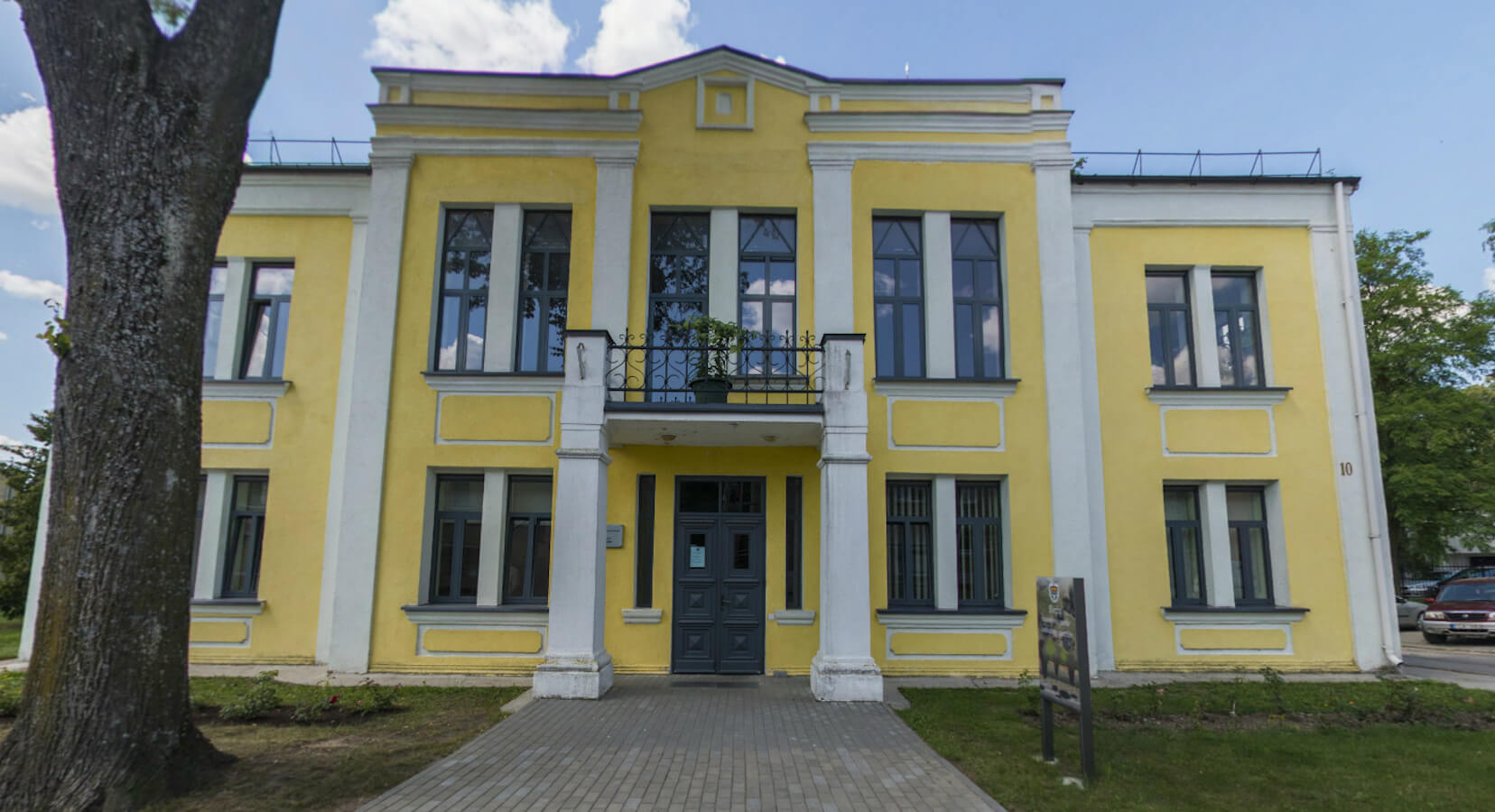
Rathaus Biržai
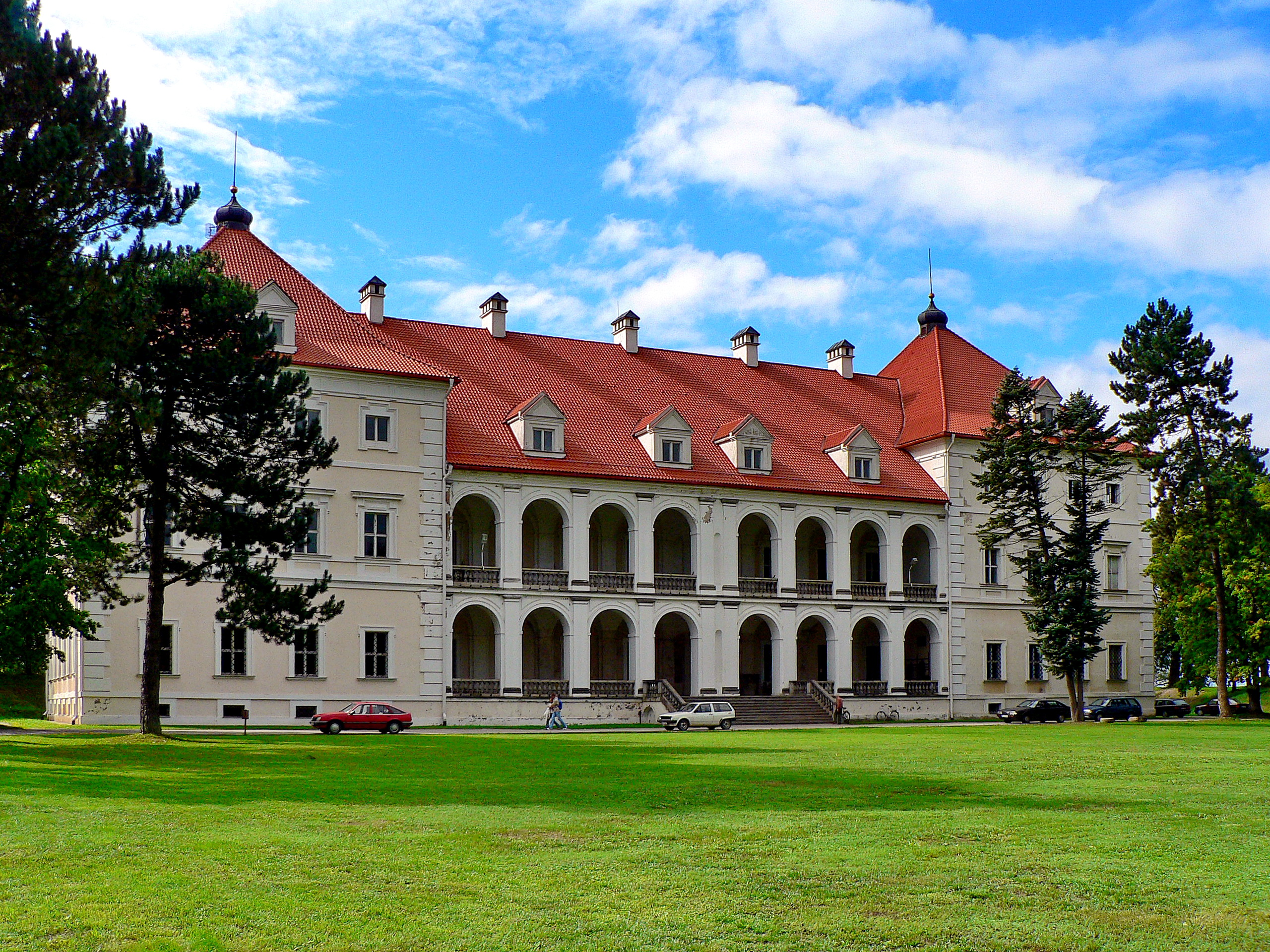
Schloss Biržai
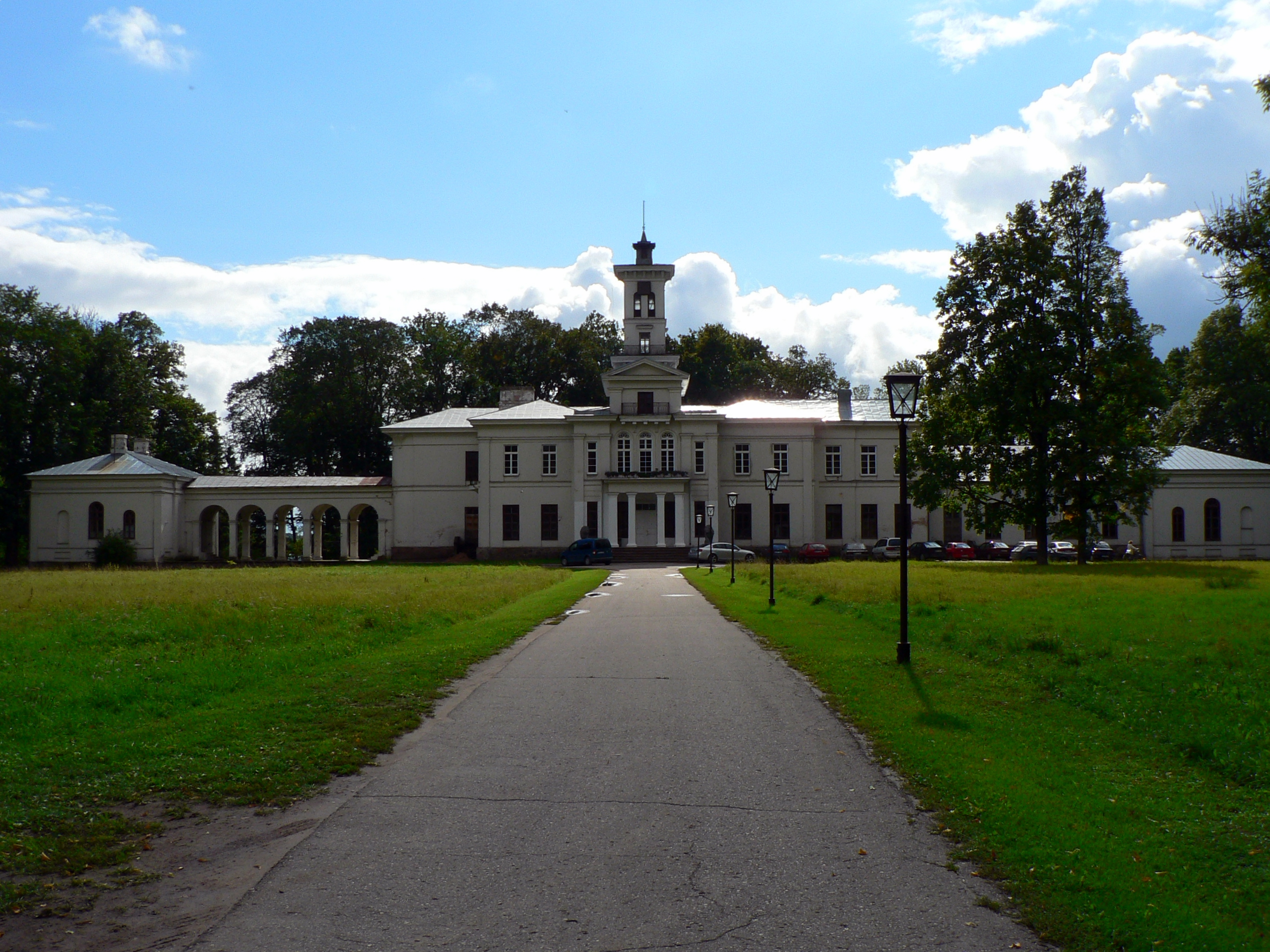
Tiškevičiusschloss in Biržai
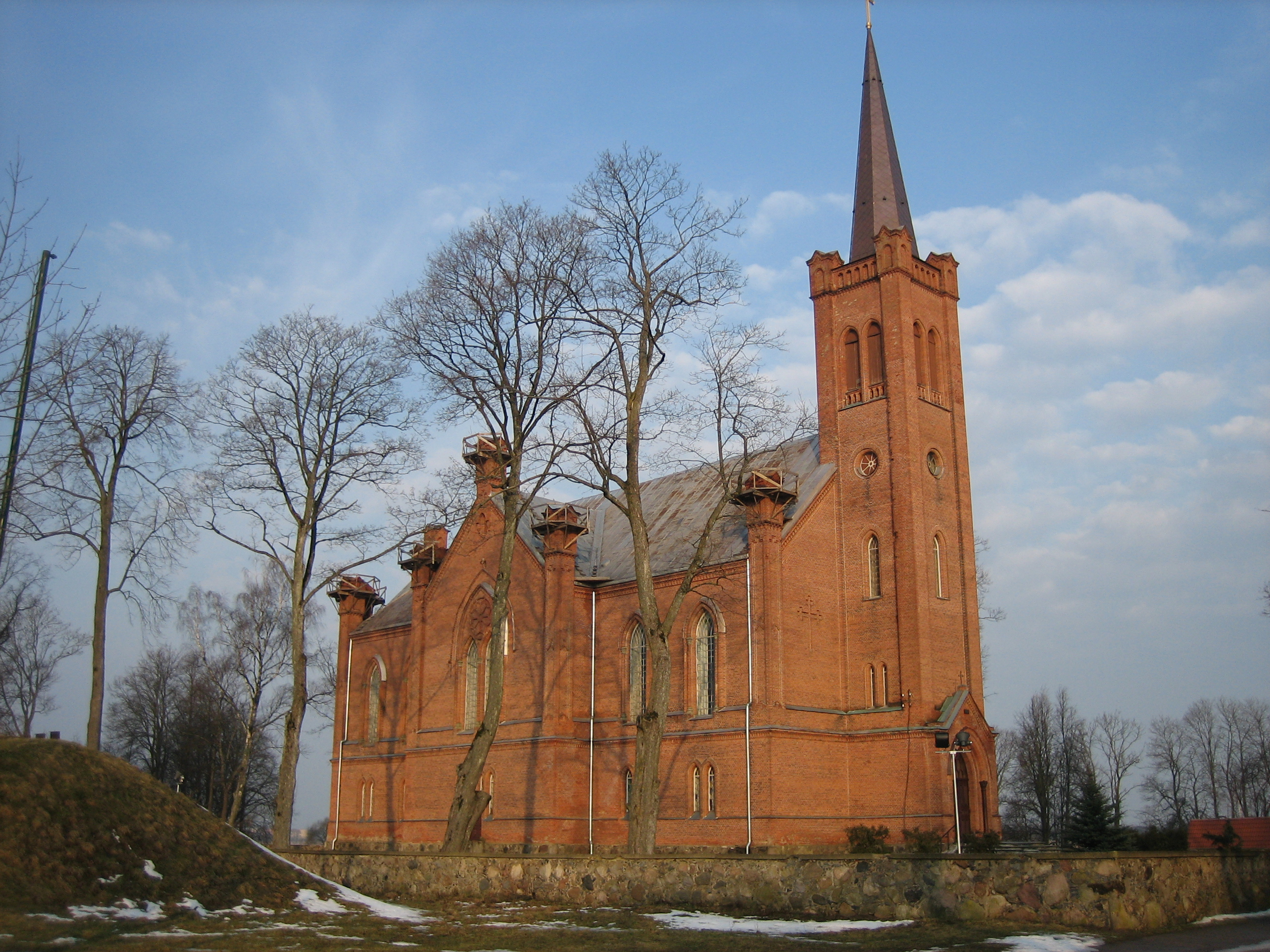
Evangelisch-reformierte Kirche von Biržai
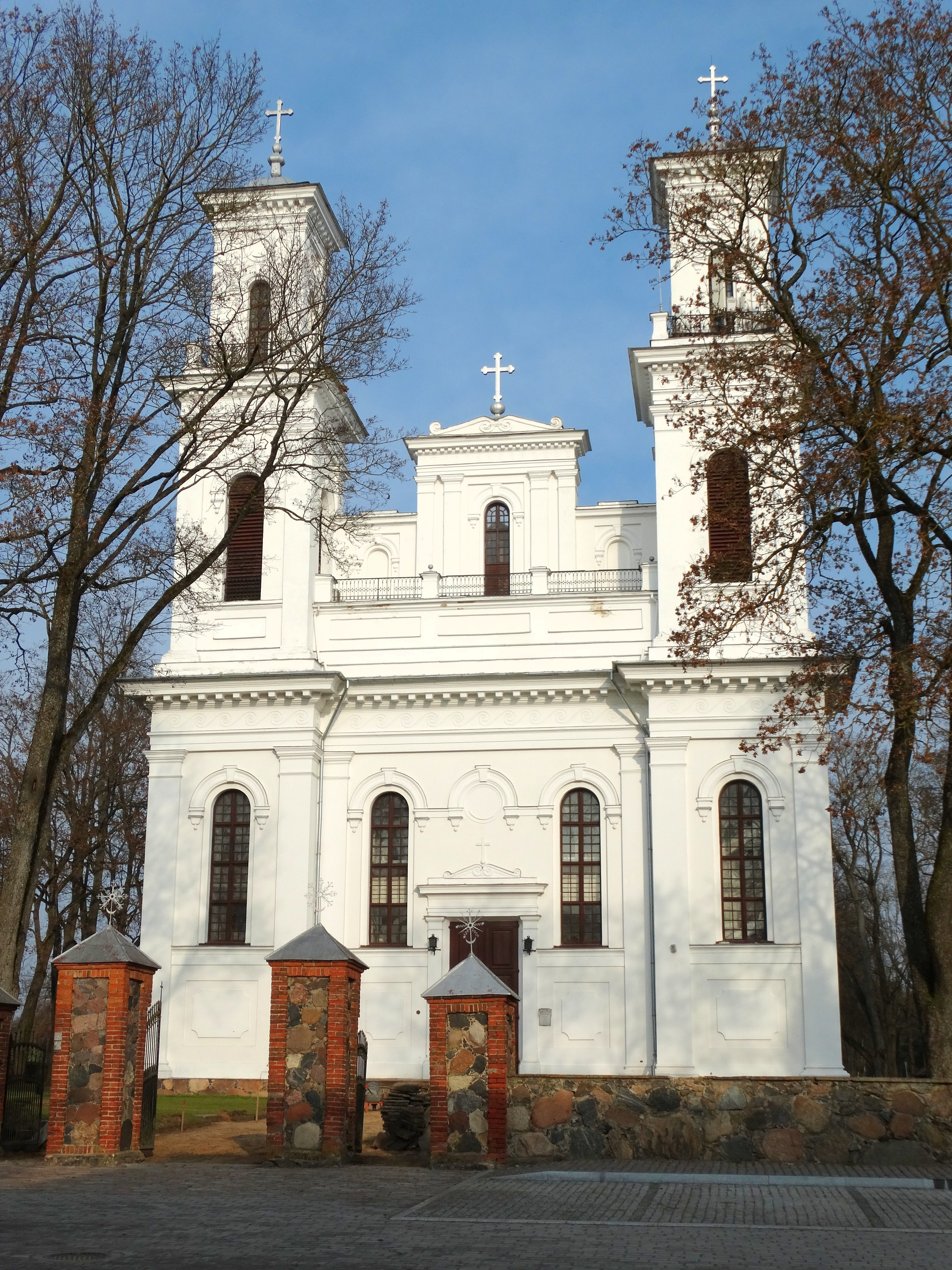
Katholische Kirche Johannes des Täufers

## Städtepartnerschaften
- Werder (Havel), Deutschland
- Grodzisk Wielkopolski, Polen

## Sport
Der Fußballklub FK Širvėna ist in Biržai ansässig.

## Persönlichkeiten
- Vladas Jakubėnas (1903–1976), Komponist, Pädagoge und Musikkritiker
- Vanda Briedienė (1932–2013), Politikerin
- Jonas Kondrotas (1943–2022), Agronom und Politiker
- Jonas Budrevičius (* 1945), Politiker
- Zenonas Kulys (* 1947), Brigadegeneral
- Petras Narkevičius (* 1955), Ingenieur und Politiker
- Lionginas Virbalas (* 1961), römisch-katholischer Ordensgeistlicher und emeritierter Erzbischof von Kaunas
- Gediminas Miškinis (* 1961), Beamter, Politiker und Sportfunktionär
- Algirdas Taminskas (* 1962), Jurist, Zivilrechtler und Richter
- Rolandas Makrickas (* 1972), römisch-katholischer Geistlicher und Kurienkardinal
- Mantas Kvedaravičius (1976–2022), Filmregisseur und Anthropologe
- Simona Milišauskaitė (* 1979), Poolbillardspielerin
- Austra Skujytė (* 1979), Siebenkämpferin
- Kęstutis Knizikevičius (* 1990), Politiker, Bürgermeister der Rajongemeinde Biržai